# テッド・コッチェフ
テッド・コッチェフ（Ted Kotcheff, 1931年4月7日 - 2025年4月10日）は、カナダ出身の映画およびテレビの監督、プロデューサーである。トロントでブルガリア系の家庭に生まれた。
ウィリアム・コッチェフ（William Kotcheff）やウィリアム・T・コッチェフ（William T. Kotcheff）とクレジットされることもある。

## 経歴
2025年4月10日、心不全によりメキシコのヌエボ・バジャルタで死去。94歳没。

## フィルモグラフィ

### 映画
- 野性の太陽 Tiara Tahiti (1962) 監督
- Life at the Top (1965) 監督
- Two Gentlemen Sharing (1969) 監督
- 荒野の千鳥足 Wake in Fright (1971) 監督
- グラヴィッツおやじの年季奉公 The Apprenticeship of Duddy Kravitz (1974) 監督、ベルリン国際映画祭金熊賞[8]
- Billy Two Hats (1974) 監督
- おかしな泥棒 ディック&ジェーン Fun with Dick and Jane (1977) 監督
- 料理長殿、ご用心 Who Is Killing the Great Chefs of Europe? (1978) 監督
- ノース・ダラス40 North Dallas Forty (1979) 監督・脚本
- スプリット・イメージ/人格分離 Split Image (1982) 監督・製作
- ランボー First Blood (1982) 監督
- 地獄の7人 Uncommon Valor (1983) 監督・製作総指揮
- Joshua Then and Now (1985) 監督
- スイッチング・チャンネル Switching Channels (1988) 監督
- バーニーズ あぶない!?ウィークエンド Weekend at Bernie's (1989) 監督
- ウィンターピープル Winter People (1989) 監督
- Oh!大迷惑?! Folks! (1992) 監督
- シューター The Shooter (1995) 監督
- ニュースの天才 Shattered Glass (2003) 出演

### テレビ
- 荒野のガンマン無宿 Billy Two Hats (1974) テレビ映画、監督
- LAW & ORDER:性犯罪特捜班 Law & Order: Special Victims Unit (1999-2011) テレビシリーズ、製作総指揮
  - 第1シーズン第22話 「調教」 "Slaves" (2000) 監督
  - 第2シーズン第1話 「抹殺された過去」 "Wrong Is Right" (2000) 監督
  - 第3シーズン第6話 「正義を貫け」 "Redemption" (2001) 監督
  - 第5シーズン第3話 「危険なセラピー」 "Mother" (2003) 監督
  - 第5シーズン第9話 「過ちの代償」 "Control" (2003) 監督
  - 第6シーズン第2話 「自由への身代金」 "Debt" (2004) 監督
  - 第7シーズン第3話 「緊急コール」 "911" (2005) 監督